# 生命科学园站
生命科学园站是一个位于中国北京市昌平区史各庄街道北清路，属于北京地铁昌平线的地铁车站。本车站于2010年12月30日投入运营。

## 概述
车站位于北京市昌平区回龙观地区，北清路和京藏高速公路（G6，又名八达岭高速公路）相交的辛庄桥西侧，中关村生命科学园东南方向。车站呈大致东西向布置。由于该站所在的史各庄街道是低收入流动人口聚居区（租客多数由唐家岭村等城中村迁入），生命科学园站的客流长期高企，早晚高峰期间更甚，乘客随身物品被挤坏的情况时有发生，因此該站也經常被網友稱為「玩命科學園站」。
2023年12月14日起，因昌平线列车追尾事故，本站暂时停止运营。12月16日首班车起，北京地铁昌平线全线恢复运营，该车站解除封闭。

## 車站構造
车站为高架车站，岛式站台设计。站台中部有2组通向站厅的扶梯。
| 3层  |                    | 昌平线 往昌平西山口 （朱辛庄）   |  |  |
|      | 岛式站台，左侧开门 |                                  |  |  |
|      |                    | 昌平线 往蓟门桥 （西二旗）       |  |  |
| 2层  | 昌平线站厅         | 客服中心、自动售票机、进出站闸机 |  |  |
| 地面 |                    | 出入口                           |  |  |

## 图集

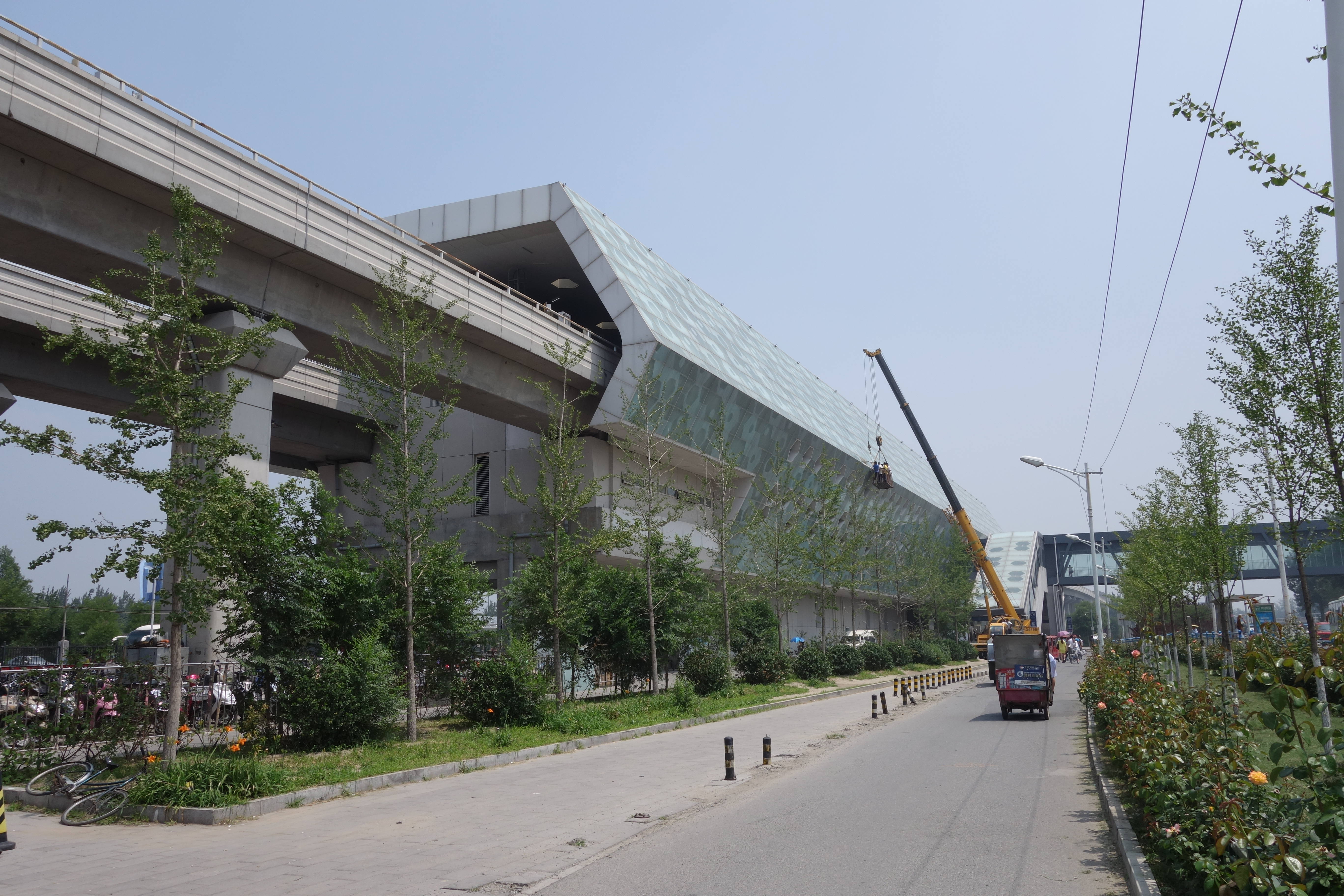
生命科学园站的站房（2014年6月摄）
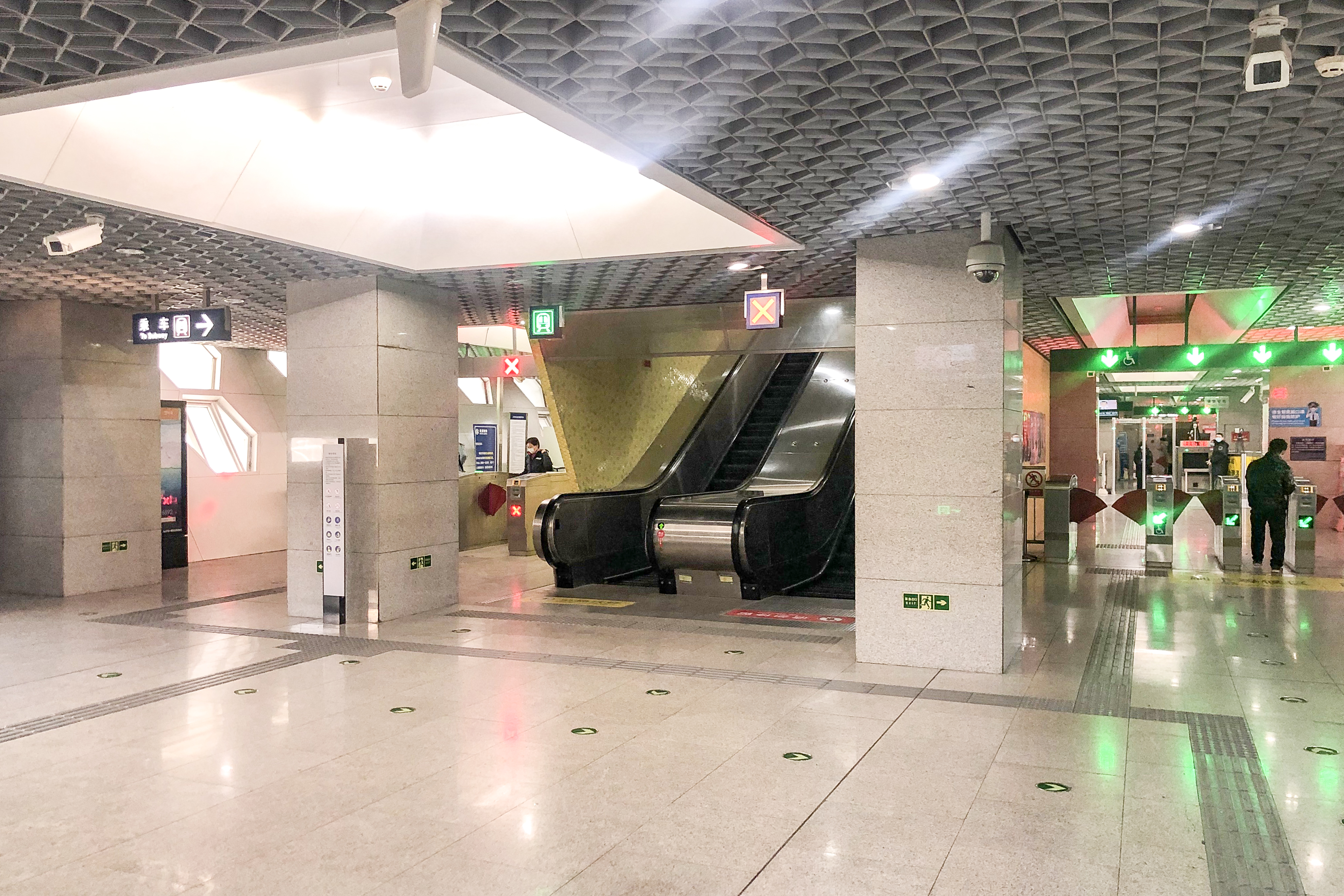
站厅（2021年11月摄）
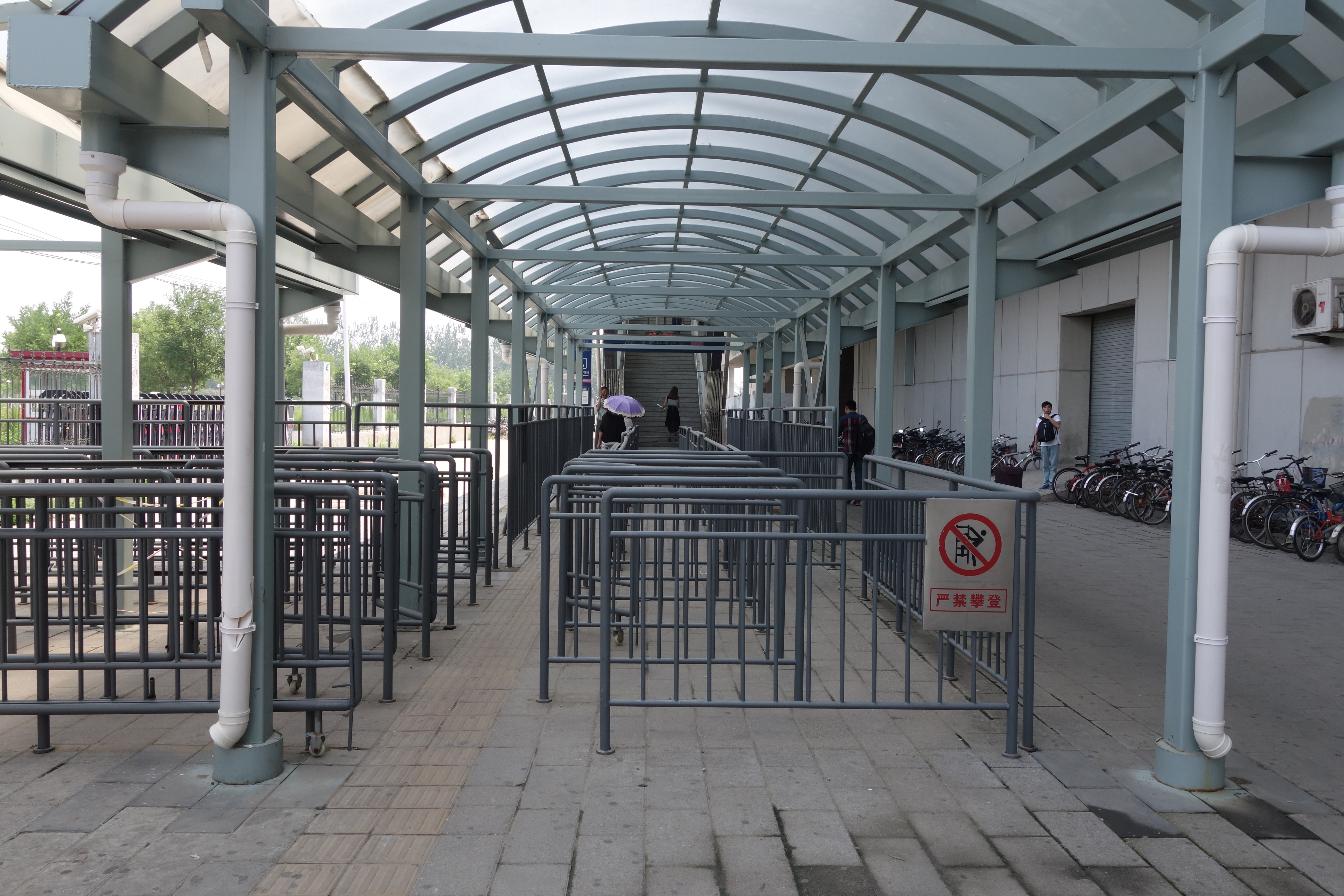
生命科学园站A口的限流栏杆（2014年6月摄）
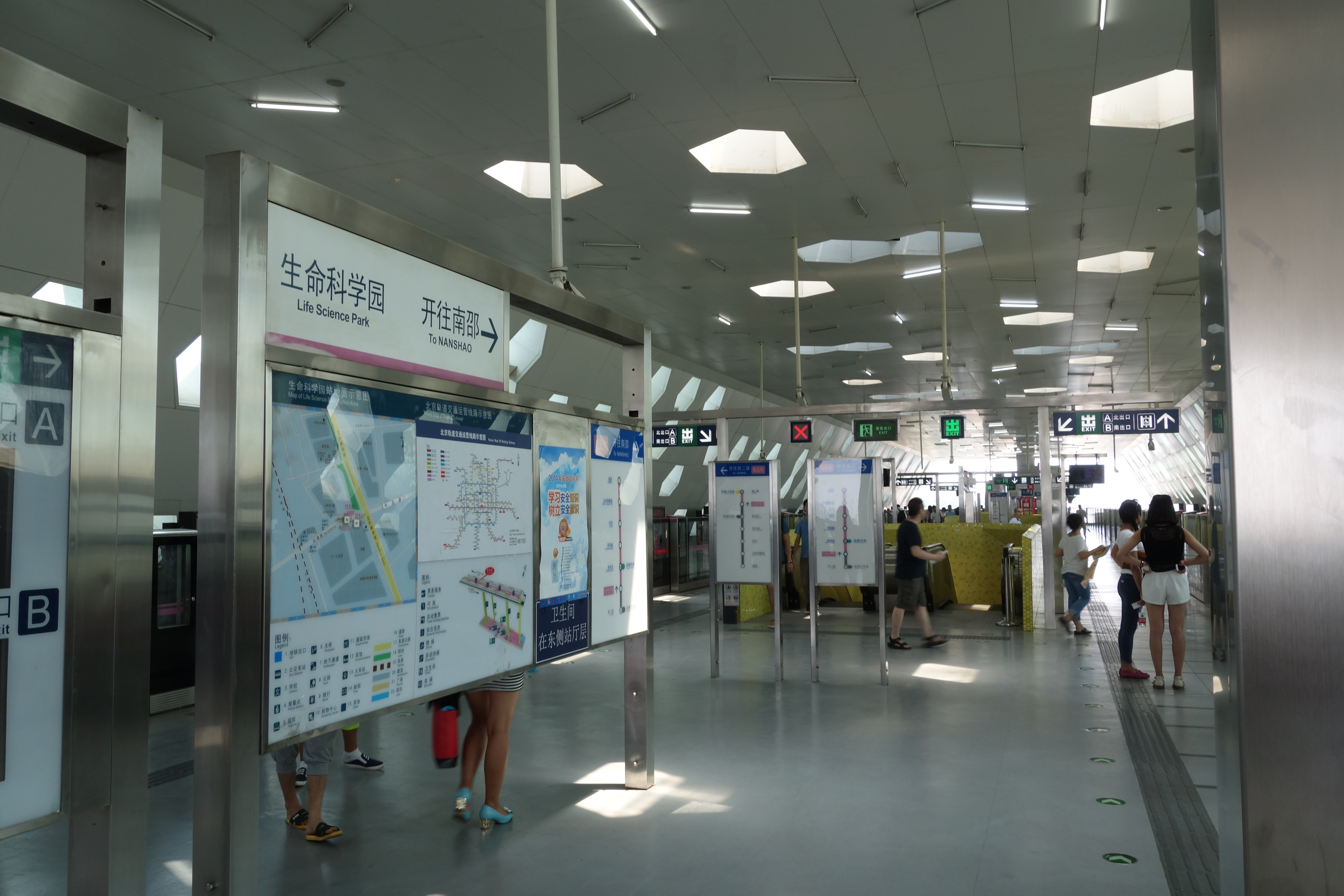
站台上的指示牌（2014年6月摄）
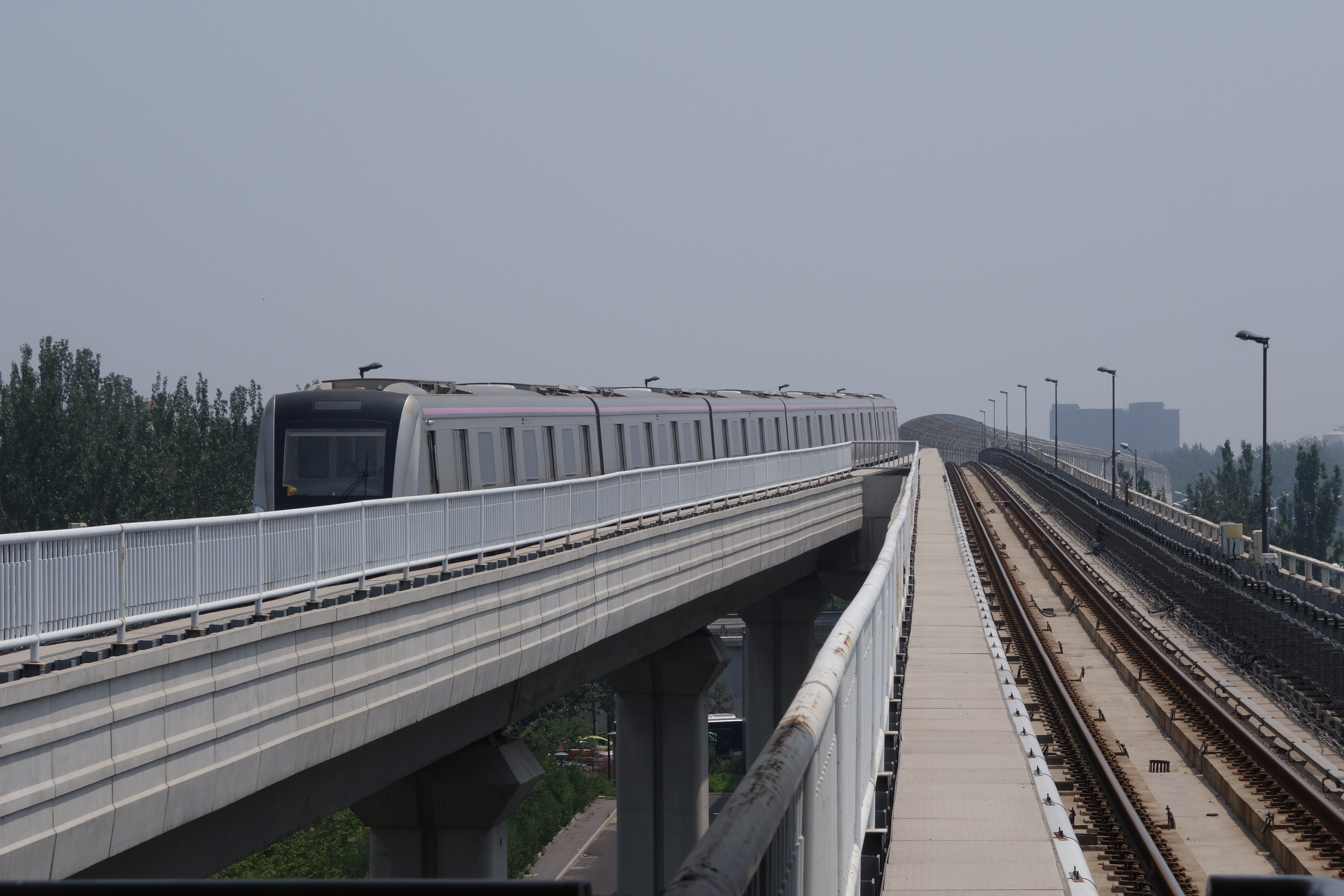
昌平线列车进入生命科学园站（2014年6月摄）
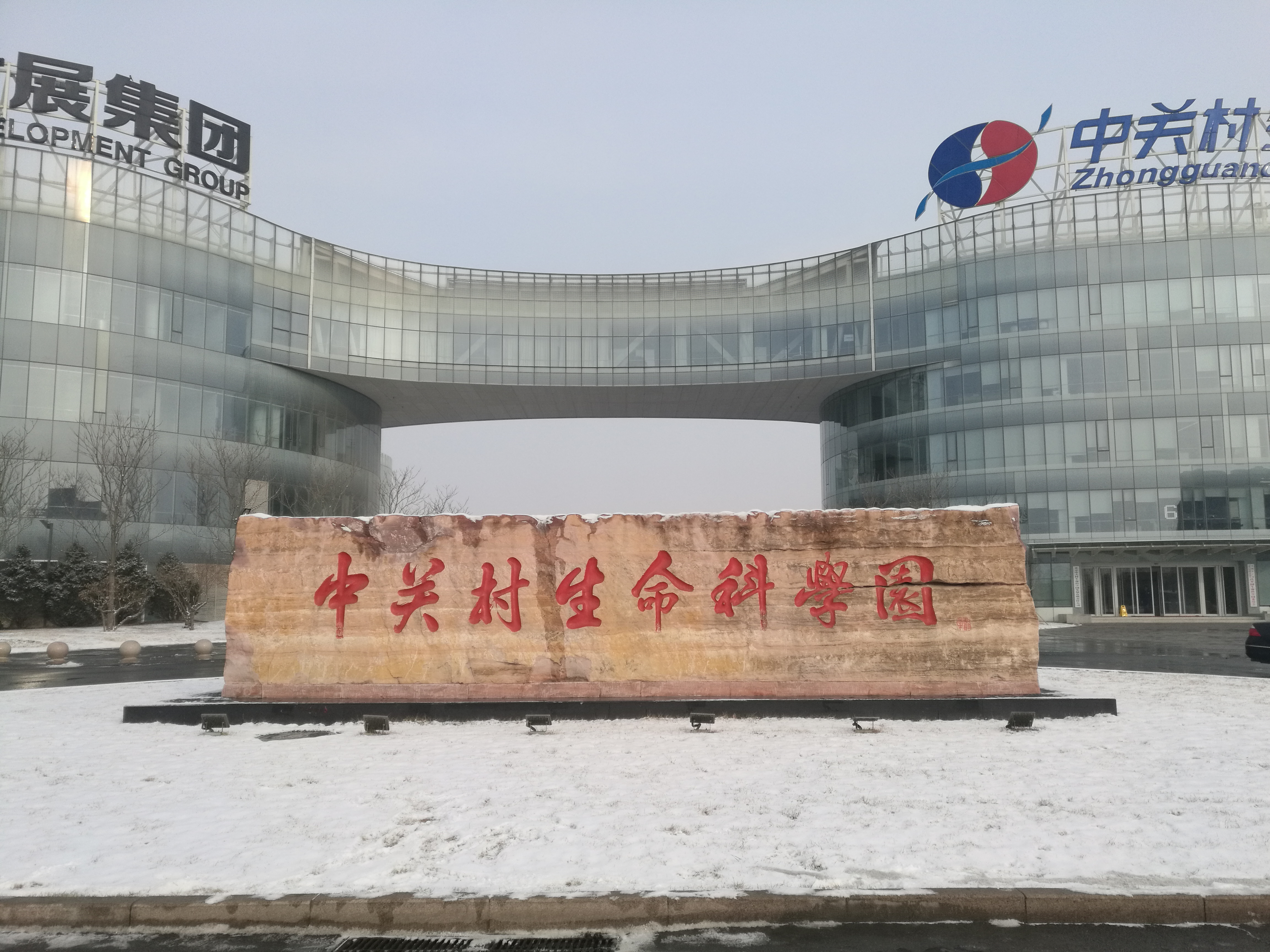
地铁站所命名的中关村生命科学园（2017年2月摄）

### 出入口
车站共有2个出入口：A口通向站厅北侧，B口通向南侧。车站外有3处P+R停车场。2024年12月21日，本站北侧通往北京超极合生汇的连廊投入使用。
|                           |                |                                  |      |            |  |
| 编号                      | 指示           | 建议前往的目的地                 | 图片 | 无障碍设施 |  |
| 出口 · A                  |                | 北京超极合生汇、珠江摩尔国际中心 |      | 不適用     |  |
| 出口 · A                  |                | 北京超极合生汇                   |      | 不適用     |  |
| 出口 · B · 1 · 升降机标志 | 北清路（北侧） | 北京超极合生汇、中关村生命科学园 |      |            |  |
| 出口 · B · 2              | 北清路（北侧） | 北京超极合生汇、中关村生命科学园 |      | 不適用     |  |
| 出口 · B · 3              | 北清路（南侧） | 园墅、三一产业园                 |      | 不適用     |  |
| 出口 · B · 4 · 升降机标志 | 北清路（南侧） | 园墅、三一产业园                 |      |            |  |
| 註： 設有                 |                |                                  |      |            |  |

## 车站周边
- 中关村生命科学园
- 北京超极合生汇
- 中关村国际商城